# Nicetas Petorato
Nicetas Petorato ou Nicetas Estetato (em grego: Νικήτας Στηθᾶτος; romaniz.: Niketas Stethatos; em latim: Nicetas Pectoratus; ca. 1000 – ca. 1090) foi um teólogo e místico bizantino, crítico dos costumes latinos e armênios. Ele é considerado um santo pela Igreja Ortodoxa.

## Controvérsia hesicasta
Nicetas era um monge asceta do Mosteiro de Estúdio, em Constantinopla, sob o hegúmeno (abade) Aléxio Estudita, que seria futuramente o patriarca de Constantinopla. Por volta de 1020, Nicetas se aliou com o seu tutor espiritual, Simão, o Novo Teólogo. Como biógrafo de Simão, Nicetas se tornou seu apologista quando ele foi atacado por sua defesa ao sistema contemplativo de oração conhecido como hesicasmo. Em sua biografia de Simão, Nicetas incorporou seus próprios pontos de vista sobre a experiência interior da iluminação beatificadora (a theoria). Ele também escreveu um tratado e diversos comentários sobre as práticas ascetas que estão agora contidas no quarto volume das edições em inglês da Filocalia.

## Polemista
Nicetas tomou parte das disputas religiosas do século XI. Ele escreveu cinco livros contra os armênios e dois contra os latinos, onde ele critica o uso do pão ázimo, do jejum no Sabá e o celibato clerical. Durante a administração do hegúmeno Simeão, ele discutiu com o legado papal, cardeal Humberto de Silva Candida, abjurou na presença do imperador bizantino e do legado e atirou seus livros na fogueira. Ao contrário do que defende A. Michael e outros acadêmicos, não há evidências de que ele teria retomado a disputa posteriormente
.

## Citações
| “ | Se quando você reza e canta os salmos você fala na língua de Deus privadamente, você se edifica, como disse São Paulo. Se não é para edificar seu rebanho que o pastor procura ser ricamente abençoado com a graça do saber e ensinar do Espírito, falta-lhe fervor em sua busca pelas graças divinas. Meramente rezando e cantando os salmos internamente com sua língua, ou seja, rezando com a alma, você se edifica, mas seu intelecto fica improdutivo [cf. I Coríntios 14:14], pois você não profetiza com a língua do sagrado ensinamento e nem edifica a Igreja de Deus. Se Paulo, que, de todos os homens, foi o que esteve mais perto de Deus pela oração, preferia falar com base em seu fértil intelecto cinco palavras na igreja para instrução de outros do que dez mil palavras de salmos privadamente com a língua [cf. I Coríntios 14:19], certamente os que tem responsabilidade sobre outros se perderam no caminho do amor se eles limitam os pastores a ministrar somente o canto dos salmos e a leitura. | ” |
|   | — Nicetas Petorato, Sobre a Sabedoria Espiritural. |   |